# Slag bij Kousséri

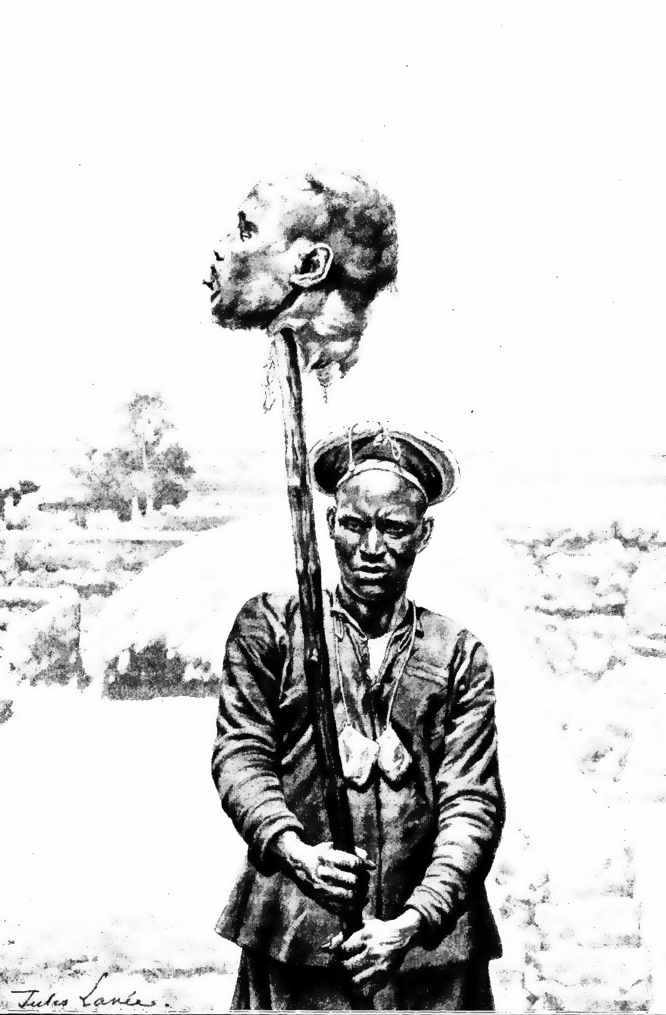
Het hoofd van Rabih az-Zubayr als krijgsbuit van de overwinning

De Slag bij Kousséri is een slag in Kameroen van de Fransen, die de Tsjaadse regio Chari-Baguirmi wilden bezetten. De slag vond op 22 april 1900 plaats. Drie groepen, een vanuit Algerije, een vanuit Niger en een vanuit Congo-Brazzaville bestormden het gebied. Het doel was om alle Franse koloniën aan elkaar te verbinden. De Fransen, onder leiding van Amédée-François Lamy, namen het op tegen de Soedanese krijgsheer Rabih az-Zubayr. Bij de strijd kwamen Rabih az-Zubayr en Amédée-François Lamy om. Zo kregen de Fransen het land en werd de koloniale strijd om Tsjaad van de Fransen beëindigd.

## Voorgeschiedenis
In 1893 maakte Rabih een einde maakte aan het rijk Bornu en shehu (koning) werd van het rijk, onder toestemming van de Britten.
In 1899 ontving Rabih Ferdinand de Béhagle in Dikwa, destijds de hoofdstad van zijn rijk. Toen het gesprek niet naar wens verliep, liet Rabih Ferdinand gevangennemen en hem vermoorden op 15 oktober datzelfde jaar. Op 17 juli 1899 moest de Franse luitenant Bretonnet bij Sarh het opnemen tegen Rabih, die net als het merendeel van zijn leger omkwam. Rabih kreeg bij deze overwinning drie kanonnen, die na de Strijd om Kousséri weer Frans bezit werden.
Als reactie werd er een Franse colonne gestuurd vanuit Gabon, onder leiding van Émile Gentil, ook deze poging was zonder succes. De Fransen werden teruggedrongen, verloren mankrachten, maar regroepeerden en kwamen tot Kousséri. De drie colonnes, een vanuit Algerije, onder leiding van Lamy, een vanuit Niger, onder leiding van Joalland-Meynier, nadat de voormalige Missie Voulet-Chanoine met leiders Voulet en Chanoine de Franse officier vermoordden die hen probeerde af te lossen. Toen het nieuws van deze moord in Europa bekend werd, moest Joalland-Meynier het overnemen.